# Nachimowskij prospiekt
Nachimowskij prospiekt (ros. Нахимовский проспект) – stacja moskiewskiego metra linii Sierpuchowsko-Timiriaziewskiej (kod 146). Wyjścia prowadzą na ulice Azowskaja i Fruktowaja oraz na Prospiekt Nachimowskij.

## Konstrukcja i wystrój
Jednopoziomowa, jednonawowa stacja metra z jednym peronem. Motywem przewodnim wystroju jest rosyjska flota i jej dowództwo. Wyjście ze stacji ozdobiono panelem przedstawiającym admirała Pawła Nachimowa, jednego z twórców rosyjskiej floty. Ściany nad torami pokryto białym marmurem, a podłogi jasnym granitem. Sufit składa się z czterech rzędów kasetonów ukrywających oświetlenie. 